# Ministerio de Agricultura, Ganadería y Alimentación (Guatemala)
El Ministerio de Agricultura, Ganadería y Alimentación de la República de Guatemala (MAGA) es el encargado de atender los asuntos concernientes al régimen jurídico que rige la producción agrícola, pecuaria e hidrobiológica, esta última en lo que le ataña, así como aquellas que tienen por objeto mejorar las condiciones alimenticias de la población.

## Logotipos

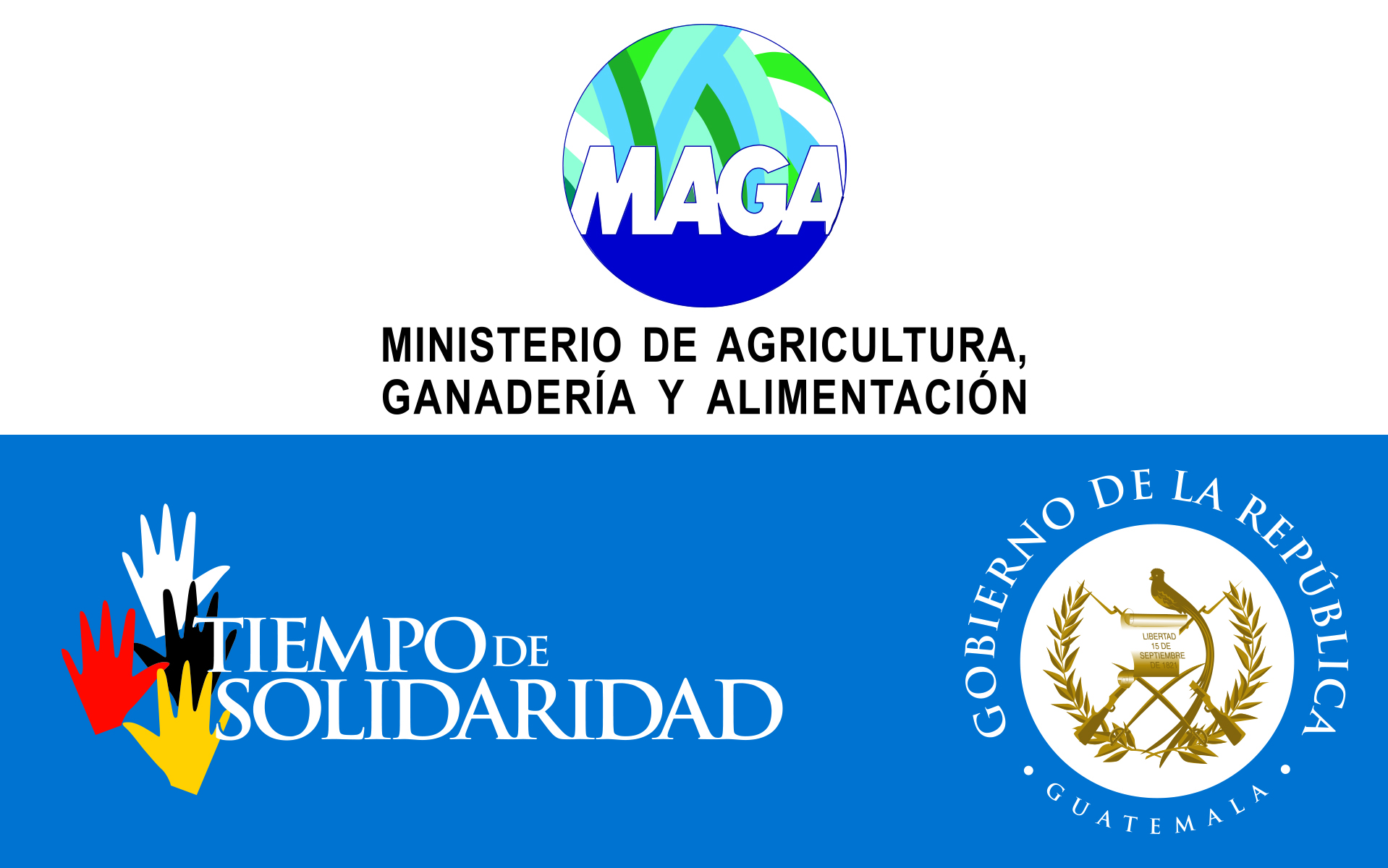
Logotipo durante la presidencia de Alvaro Colom (2008-2012)
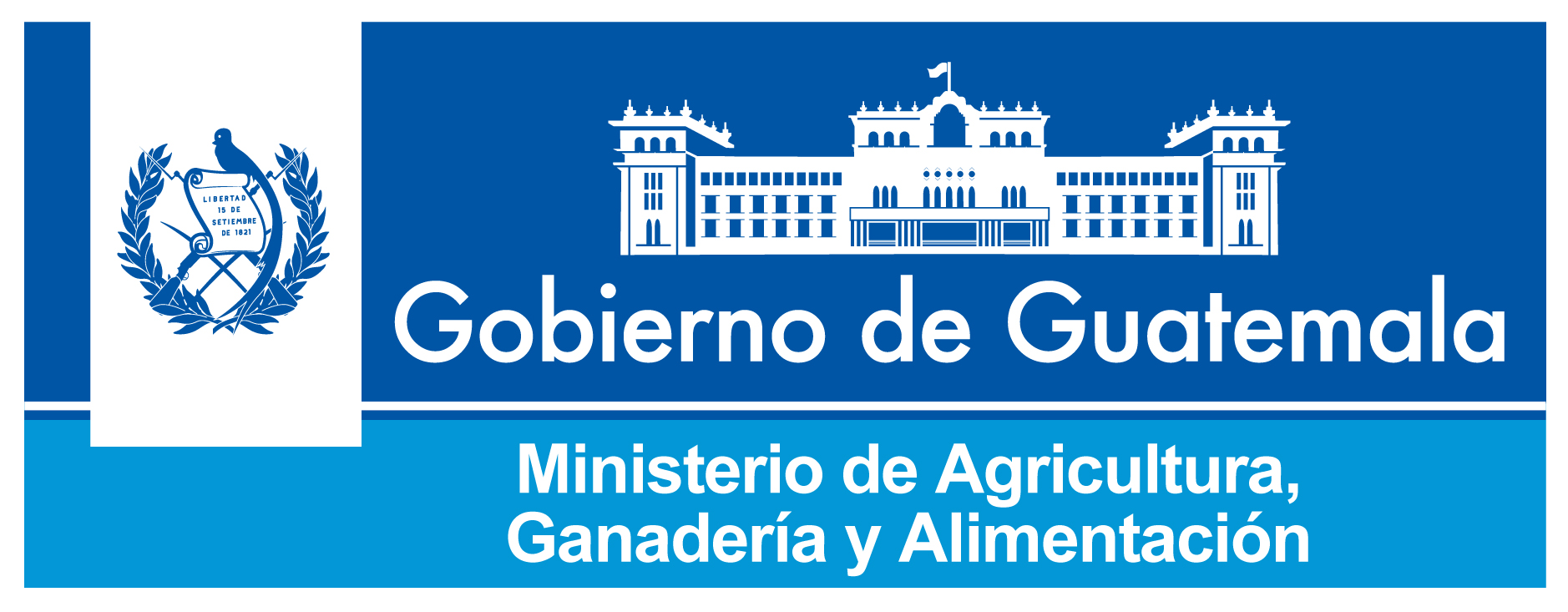
Logotipo durante la presidencia de Otto Perez Molina (2012-2015)
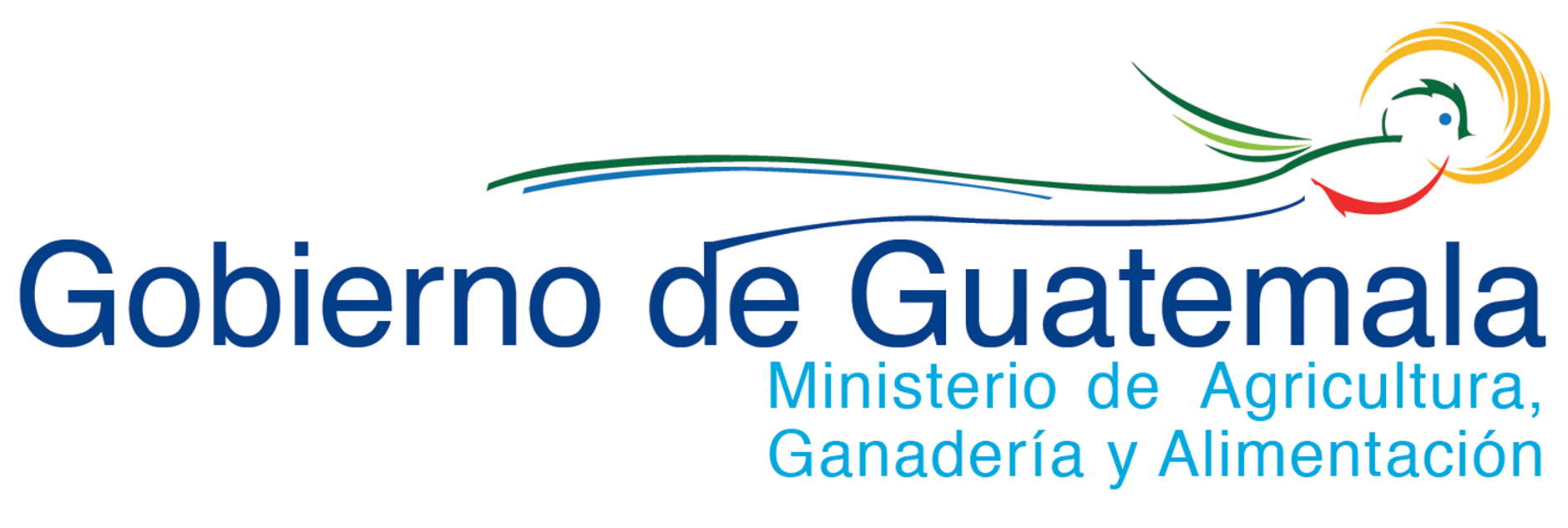
Logotipo durante la presidencia de Alejandro Maldonado (2015-2016)
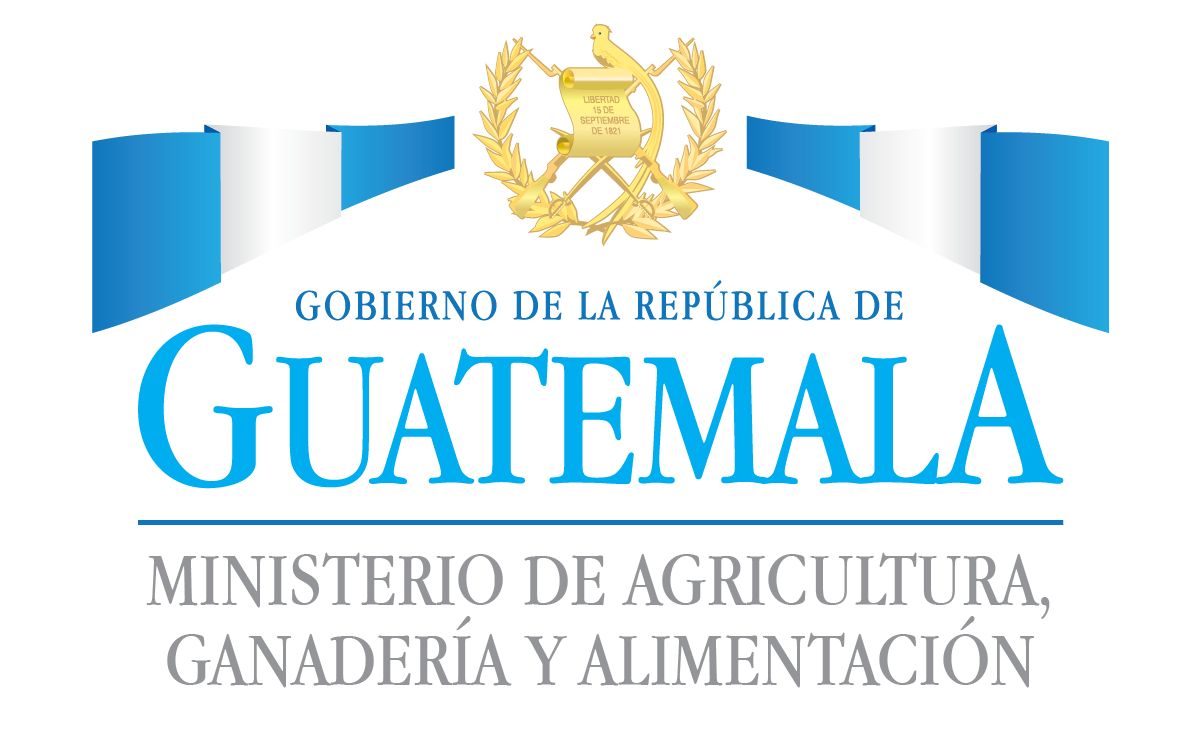
Logotipo durante la presidencia de Jimmy Morales (2016-2020)
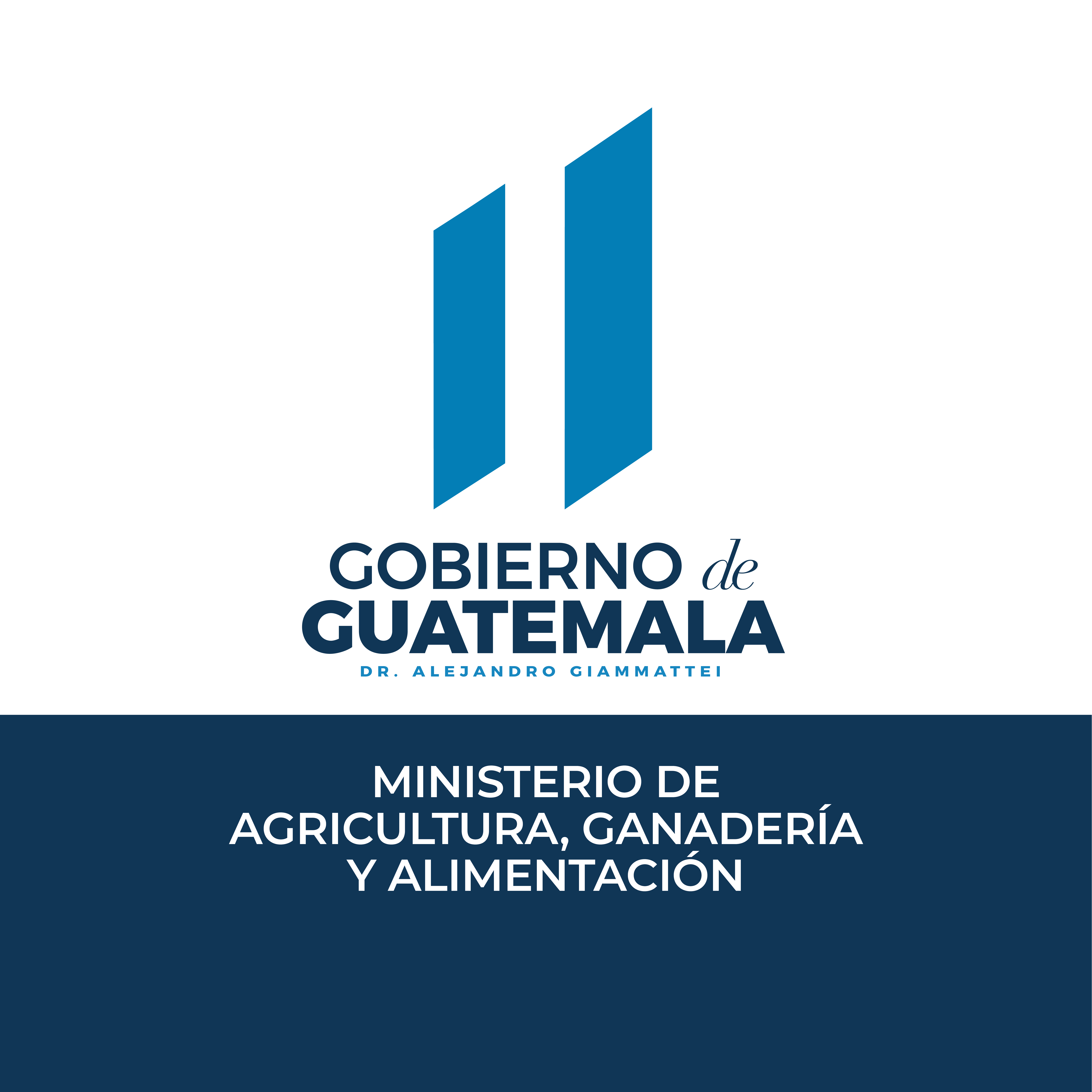
Logotipo durante la presidencia de Alejandro Giammattei (2020-2024)

## Funciones
Dentro de las funciones establecidas en el artículo 29 de la Ley del Organismo Ejecutivo, tenemos las siguientes:
a) Formular y ejecutar participativamente la política de desarrollo agropecuario, de los recursos hidrobiológicos, estos últimos en lo que le ataña, y en coordinación con el Ministerio de Ambiente y de Recursos Naturales diseñar la política para el manejo del recurso pesquero del país, de conformidad con la ley;
b) Proponer y velar por la aplicación de normas claras y estables en materia de actividades agrícolas, pecuarias y fitozoosanitarias, y de los recursos hidrobiológicos, estos últimos en lo que le corresponda, buscando la eficiencia y competitividad en los mercados y teniendo en cuenta la conservación y protección del medio ambiente;
c) Definir en conjunto con el Ministerio de Ambiente y Recursos Naturales la política de ordenamiento territorial y de utilización de las tierras nacionales y promover la administración descentralizada en la ejecución de esta política; deberá velar por la instauración y aplicación de un sistema de normas jurídicas que definan con claridad los derechos y responsabilidades vinculadas a la posesión, uso, usufructo y, en general, la utilización de dichos bienes, mientras permanezcan bajo el dominio del Estado;
d) Formular la política de servicios públicos agrícolas, pecuarios, fitozoosanitarios y de los recursos hidrobiológicos, estos últimos en lo que le ataña, y administrar descentralizadamente su ejecución;
e) En coordinación con el Ministerio de Educación, formular la política de educación agropecuaria ambientalmente compatible, promoviendo la participación comunitaria; 
f) Diseñar, en coordinación con el Ministerio de Economía, las políticas de comercio exterior de productos agropecuarios y de los recursos hidrobiológicos, estos últimos en lo que le ataña; 
g) Impulsar el desarrollo empresarial de las organizaciones agropecuarias, pecuarias e hidrobiológicas, estas últimas en lo que le ataña, para fomentar el desarrollo productivo y competitivo del país;
h) Hacer mecanismos y procedimientos que contribuyan a la seguridad alimentaria de la población, velando por la calidad de los productos;
i) Ampliar y fortalecer los procedimientos de disponibilidad y acceso a la información estratégica a productores, comercializadores y consumidores.
j) Ejercer control, supervisión y vigilancia en la calidad y seguridad de la producción, importación, exportación, transporte, registro, disposición y uso de productos plaguicidas y fertilizantes, rigiéndose por estándares internacionalmente aceptados. Reconocer como equivalentes las medidas sanitarias, fitosanitarias y de inocuidad de alimentos no procesados de otros países, aun cuando difieran de las medidas nacionales, siempre que el interesado demuestre objetivamente que sus medidas logran el nivel adecuado de protección.

## Organización
El Ministerio de Agricultura, Ganadería y Alimentación de Guatemala se organiza así:
Despacho Ministerial...
- Ministro de Agricultura, Ganadería y Alimentación......
  - Viceministro de Seguridad Alimentaria y Nutricional
  - Viceministro de Desarrollo Económico Rural
  - Viceministro de Sanidad Agropecuaria y Regulaciones
  - Viceministro de Agricultura, Ganadería y Alimentación Región Petén

## Unidades descentralizadas
- Instituto Nacional de Comercialización Agrícola (INDECA)
- Escuela Nacional Central de Agricultura (ENCA)
- PROLAC
- Registro de Información Catastral (RIC)
- Instituto Nacional de Bosques (INAB)
- Instituto de Ciencia y Tecnología Agrícola (ICTA)
- Fondo de Tierras
- Programa Moscamed